# زابرودي (فورونيز)
زابرودي (بالروسية: Заброды) هي مدينة في مقاطعة فورونيج أوبلاست في روسيا.
يبلغ عدد سكانها حوالي 8686 نسمة.